# Белис, Эрнесто
Эрне́сто Анто́нио Бели́с (исп. Ernesto Antonio Belis; 1 февраля 1909, Буэнос-Айрес — неизвестно) — аргентинский футболист, выступавший на позиции защитника за «Дефенсорес де Бельграно» и сборную Аргентины по футболу.

## Карьеры
Начал карьеру в составе клуба «Экскурсионистас». В 1931 году стал игроком «Платенсе». В 1934 году начал играть за «Дефенсорес де Бельграно», после изменения структуры высших дивизионов Аргентины поступил на военную службу в Примера B Насьональ.

## Национальная сборная
При тренере Фелипе Паскуччи получил первый вызов в сборную Аргентины по футболу на Чемпионат мира по футболу 1934. 27 мая дебютировал за национальную команда в матче против Швеции (2:3) и отличился забитым голом.
| Матчи Белиса за сборную Аргентины | Матчи Белиса за сборную Аргентины | Матчи Белиса за сборную Аргентины | Матчи Белиса за сборную Аргентины | Матчи Белиса за сборную Аргентины | Матчи Белиса за сборную Аргентины | Матчи Белиса за сборную Аргентины |
| №                                 | Дата                              | Оппонент                          | Счёт                              | Голы                              | Соревнование                      |                                   |
| --------------------------------- | --------------------------------- | --------------------------------- | --------------------------------- | --------------------------------- | --------------------------------- | --------------------------------- |
| 1                                 | 27 мая 1934                       | Швеция                            | 2:3                               | 4′                                | ЧМ-1934                           |                                   |